# Sertularella flabellum
Sertularella flabellum is een hydroïdpoliep uit de familie Sertulariidae. De poliep komt uit het geslacht Sertularella. Sertularella flabellum werd in 1885 voor het eerst wetenschappelijk beschreven door Allman. 